# Ослик (річка)
Ослик — річка в Білорусі у Круглянському й Бєлиницькому районі Могильовської області. Права притока річки Друті (басейн Дніпра).

## Опис
Довжина річки 66 км, похил річки 0,7 %, площа басейну водозбору 413 км², середньорічний стік 2,6 м³/с. Формується притоками та декількома безіменними струмками.

## Розташування
Бере початок за 2,5 км на південно-західній стороні від села Саннікі. Тече переважно на південний схід і на північно-східній околиці села Осовець впадає в річку Друть, праву притоку річки Дніпра.